# Сборный (Западно-Казахстанская область)
Сборный (каз. Сборный) — исчезнувшее село в Бурлинском районе Западно-Казахстанской области Казахстана. Входило в состав Березовского сельского округа. Упразднено в 1990-е годы.

## Население
В 1989 году население села составляло 106 человек. Национальный состав: казахи.